# Epifanios ze Salaminy
Epifanios ze Salaminy (řecky Ἐπιφάνιος, asi 315, Besanduk v Palestině – 403, Salamina na Kypru) byl kyperský biskup a církevní otec. Katolická a pravoslavná církev jej uctívají jako světce.

## Život
Narodil se v židovské rodině, později však přijal křesťanskou víru. Rozhodl se žít jako poustevník. Byl velmi vzdělaný. Ovládal hebrejský, syrský, egyptský, řecký a latinský jazyk. V roce 333 inicioval založení kláštera v Eleutheropolis. Roku 367 se stal biskupem v Salamině na Kypru. Přes biskupské důstojenství nadále zachovával monastické zvyklosti, žil skromně a asketicky.
Epifanios zemřel v roce 403. V katolické církvi je jeho památka připomínána 12. května.

## Dílo
- Panarion (lat. Contra haereses panaria), popis osmdesáti herezí, z toho dvaceti z předkřesťanského období. Jedná se o varování před herezemi, jejich rozbor a návod, jak proti nim argumentovat. Obsahuje rozsáhlé citace přímo z děl konkrétních heretiků.
- Ankyrotos (lat. Ancoratus), traktát z roku 374 o Nejsvětější Trojici.
- Peri metron kai stathmon, příručka pro studium Bible o mírách a váhách v Palestině.
- Peri ton dodeka lithon